# Mljetski kanal
Mljetski kanal je tjesnac u južnom Jadranu, a nalazi se između otoka Mljeta i poluotoka Pelješca. Prosječna širina kanala je 8 km, a prosječna mu je dubina 80 metara. Mljetski je kanal odlično zaštićen od jakih udara južih vjetrova, što je u prošlosti bilo od velike važnosti, jer je Mljetski kanal bio prvi sigurni kanal grčkim moreplovcima iz Grčke prema kolonijama na otocima Korčuli, Visu i Hvaru. S druge strane, u Mljetskom kanalu znaju puhati jaka bura i jaka tramontana.
Na Mljetski kanal izlaz imaju sve luke na otoku Mljetu te luke Trstenik i Prapratno, na poluotoku Pelješcu.